# Frank Spaargaren
Frank Spaargaren (Haarlem, 20 december 1940 – Oosterbeek, 4 oktober 2020) was een Nederlandse waterstaatkundig ingenieur. Hij was een van de hoofdontwerpers van de Oosterscheldekering.

## Rijkswaterstaat
Na zijn afstuderen aan de TU Delft in 1964 kwam hij in dienst van de Deltadienst van Rijkswaterstaat, bij de waterloopkundige afdeling. Hij begeleidde proeven bij het Waterloopkundig Laboratorium. Begin jaren 1970 was Spaargaren betrokken bij de afsluiting van de Oosterschelde, waar hij in 1971 als Hoofd Dienst Uitvoering de leiding kreeg van de afsluiting van dit zeegat. Door de protesten van de milieu-beweging en de visserij-sector werd door het kabinet Den Uyl in 1974 besloten om een half-open dam te bouwen. Hoe zo'n half-open dam gemaakt moest worden was toen nog niet bekend. Uiteindelijk werd besloten dat dit een kering wordt met pijlers waartussen beweegbare schuiven gehangen worden. Spaargaren kreeg vanaf 1976 de leiding over dit project. 

## Private sector
Omdat Rijkswaterstaat in de periode van 1980 tot 2000 steeds minder een technische oriëntatie kreeg (er werd steeds meer aan de markt uitbesteed) besloot hij in 1979 over te stappen naar de aannemerij en trad hij in dienst van Volker-Stevin (op dat moment vooral een baggerbedrijf en waterbouwkundig aannemer). Hij begon daar als contractmanager en werd later hoofd corporate strategy. Tot 1987 was hij statutair directeur van Voker Stevin Civil Engineering BV.  In 1987 stapte hij over naar het ingenieursbureau DHV (nu onderdeel van Royal HaskoningDHV). Hij werd daar voorzitter van de Raad van Bestuur. In 1995 ging hij naar het Waterloopkundig Laboratorium in Delft (nu Deltares) waar hij tot zijn pensionering in 1997 interim algemeen directeur was (dit in afwachting van de reorganisatie die tot Deltares leidde).

## Na zijn pensionering
Na zijn pensionering bleef hij actief in de waterbouwkunde. Zo sloeg hij in 2013 met enige oud-collega's alarm over het niet goed onderhouden van bodembeschermingen rond de Oosterscheldekering. Ook heeft hij een actieve rol gespeeld bij de besluitvorming over de verzwaring van de Markermeerdijken, waarover hij in 2018 in een brief aan de Tweede Kamer meldde: „De dijken zijn bestand gebleken tegen aanzienlijk hogere waterstanden dan waarmee nu rekening moet worden gehouden. Er is sprake van een tekort aan ervaren ontwerp en uitvoeringskennis bij het ministerie, Rijkswaterstaat en het hoogheemraadschap. Experts op deelgebieden en onderzoekers drukken een te groot stempel op het ontwerpproces.”

## Publicaties Frank Spaargaren
- Lijst van publicaties van Frank Spaargaren Digitaal Trésor der Hollandsche Waterbouw;